# 惠靈頓島
威靈頓島（Isla Wellington）是智利南部的島嶼，由麥哲倫-智利南極大區負責管轄，面積5,556平方公里，是智利第三大島嶼，海岸線1596.8公里，島上最高點海拔1,463米，居民人口250。